# Condado de Emery
El condado de Emery es un condado del estado de Utah, Estados Unidos. Tiene una población estimada, a mediados de 2023, de 10 144 habitantes.
Recibe su nombre por George W. Emery, gobernador del territorio de Utah cuando el condado fue creado, en 1880.
La sede del condado es Castle Dale y su mayor ciudad es Huntington.